# Проходівська сільська рада
Прохо́дівська сільська́ ра́да — адміністративно-територіальна одиниця та орган місцевого самоврядування в Дергачівському районі Харківської області. Адміністративний центр — село Малі Проходи.

## Загальні відомості
- Проходівська сільська рада утворена в 1938 році.
- Територія ради: 89,93 км²
- Населення ради: 1 247  осіб (станом на 2015 рік)

## Населені пункти
Сільській раді підпорядковані населені пункти:
- с. Малі Проходи
- с. Алісівка
- с. Великі Проходи
- с. Висока Яруга

## Склад ради
Рада складається з 14 депутатів та голови.
- Голова ради: Євчун Олександр Ананійович
- Секретар ради: Бараненко Віктор Борисович

### Керівний склад попередніх скликань
| Прізвище, ім'я, по батькові | Основні відомості                                                         | Дата обрання | Дата звільнення |
| --------------------------- | ------------------------------------------------------------------------- | ------------ | --------------- |
| Биченко Анатолій Іванович   | Сільський голова, 1957 року народження, освіта вища, член Партії регіонів | 26.03.2006   | 31.10.2010      |
| Биченко Анатолій Іванович   | Сільський голова, 1957 року народження, освіта вища, член Партії регіонів | 31.10.2010   | 25.10.2015      |

Примітка: таблиця складена за даними сайту Верховної Ради України

### Депутати
За результатами місцевих виборів 2015 року депутатами ради стали:

#### За округами
| № округу | Прізвище, ім'я, по батькові       | Дата визнання обраним | Освіта              | Партійна приналежність | Відомості про обраного депутата                                                  |
| -------- | --------------------------------- | --------------------- | ------------------- | ---------------------- | -------------------------------------------------------------------------------- |
|          |                                   |                       |                     |                        |                                                                                  |
| 1        | Шелехова Надія Іванівна           | 05.11.2015            | професійно-технічна | беспартійна            | Директор Малопроходівського сільського будинку культури                          |
| 2        | Федоренко Юрій Олександрович      | 05.11.2015            | середня             | беспартійний           | безробітний                                                                      |
| 3        | Петренко Анатолій Геогрійович     | 05.11.2015            | професійно-технічна | беспартійний           | Харківське державне авіаційне виробниче підприємство, завгосп транспортного цеху |
| 4        | Петренко Олександр Миколайович    | 05.11.2015            | середня спеціальна  | беспартійний           | ВАТ "Охорона та безпека", охоронець                                              |
| 5        | Солонецький Олександр Миколайович | 05.11.2015            | вища                | беспартійний           | СП "Каскад", засновник сільхозпідприємства                                       |
| 6        | Бараненко Віктор Борисович        | 05.11.2015            | вища                | безпартійний           | Проходівська сільська рада, секретар сільської ради                              |
| 7        | Прокопенко Володимир Васильович   | 05.11.2015            | середня             | безпартійний           | Приватний підприємець                                                            |
| 8        | Онуфрієв Геннадій Олексійович     | 05.11.2015            | середня             | безпартійний           | ТОВ "Лайтрей", тракторист                                                        |
| 9        | Проскурін Олександр Іванович      | 05.11.2015            | професійно-технічна | ВО "Батьківщина"       | Великопроходівський НВК, оператор газової котельні                               |
| 10       | Блудов Олексій Васильович         | 05.11.2015            | професійно-технічна | безпартійний           | безробітний                                                                      |
| 11       | Попок Сергій Костянтинович        | 05.11.2015            | професійно-технічна | безпартійний           | Приватний підприємець                                                            |
| 12       | Блудова Світлана Стефанівна       | 05.11.2015            | вища                | безпартійна            |                                                                                  |
| 13       | Виродов Володимир Григорович      | 05.11.2015            | середня             | безпартійний           | пенсіонер                                                                        |
| 14       | Мартинюк Микола Миколайович       | 05.11.2015            | професійно-технічна | безпартійний           | "Харків Капітол", старший зміни                                                  |